# Параганглии
Параганглии (лат. paraganglia) — органы хромаффинной, адреналовой системы. Развиваются из закладки нервной системы, являясь добавочными симпатическими органами, так как они находятся в тесном соседстве с симпатической нервной системой, располагаясь медиально или дорсально от узлов симпатического ствола. По происхождению и развитию параганглии соответствуют мозговому веществу надпочечников. Подобно мозговому слою надпочечников они содержат хромаффинные клетки. Название этих органов обусловлено тем, что они обладают свойством связывать соли хрома.
Расположение — в виде небольших клеточных скоплений параганглии разбросаны в различных участках тела. Больше всего их в забрюшинной клетчатке около аорты. Выделяют наиболее крупные параганглии, располагающиеся слева и справа от аорты выше ее бифуркации — парааортальные тела, ниже бифуркации аорты — копчиковое тельце, которое располагается на конце серединной крестцовой артерии; в области бифуркации общей сонной артерии — сонный гломус; в составе узлов симпатического ствола — симпатический параганглий. К параганглиям относятся также многочисленные мелкие пузырьки, рассеянные в элементах вегетативной нервной системы, в симпатических узлах симпатического ствола, в корне брыжейки, под дугой аорты, на подключичной и почечных артериях. Многие из них непостоянные. К непостоянным относится: надсердечный параганглий, расположенный между легочным стволом и аортой. С возрастом они редуцируются.
Функция параганглиев аналогична функции мозгового вещества надпочечников. Они содержат хромаффинные клетки, продуцирующие катехоламины, например, адреналин, который поддерживает тонус симпатической системы и обладает сосудосуживающими свойствами. Гиперпродукция катехоламинов может быть вызвана развитием гормонально активной опухоли хромаффинной ткани параганглиев. Наиболее частым симптомом заболевания является повышенное артериальное давление.